# Caio Lucas
Pour les articles homonymes, voir Caio.
Caio Lucas Fernandes, plus communément appelé Caio Lucas, né le 19 avril 1994 à São Paulo, est un footballeur international émirati d'origine brésilienne. Il évolue au poste d'ailier gauche au Sharjah FC.

## Carrière
Caio Lucas rejoint l'Al Ain Club pour trois ans et contre trois millions d'euros lors de l'été 2016,.
Auteur d'un Mondial des clubs remarqué avec Al Ain en décembre 2018 (un but, trois passes en quatre matches), Caio Lucas est recruté par le Benfica Lisbonne le 8 janvier 2019. Il rejoindra le club portugais pour un contrat de cinq saisons à partir du 1er juillet 2019.

## Statistiques
| Saison                | Club                  | Championnat           | Championnat | Championnat | Coupe(s) nationale(s) | Coupe(s) nationale(s) | Compétition(s) continentale(s) | Compétition(s) continentale(s) | Compétition(s) continentale(s) | Total | Total |
| Saison                | Club                  | Division              | M.          | B.          | M.                    | B.                    | Comp.                          | M.                             | B.                             | M.    | B.    |
| 2014                  | Kashima Antlers       | J. League             | 30          | 8           | 6                     | 0                     | -                              | -                              | -                              | 36    | 8     |
| 2015                  | Kashima Antlers       | J. League             | 32          | 10          | 4                     | 2                     | ACL                            | 6                              | 0                              | 42    | 12    |
| 2016                  | Kashima Antlers       | J. League             | 16          | 5           | 5                     | 1                     | -                              | -                              | -                              | 21    | 6     |
| Sous-total            | Sous-total            | Sous-total            | 78          | 23          | 15                    | 3                     | -                              | 6                              | 0                              | 99    | 26    |
| 2016-2017             | Al Ain                | Arabian Gulf League   | 4           | 4           | 5                     | 1                     | ACL                            | 6                              | 2                              | 15    | 7     |
| Sous-total            | Sous-total            | Sous-total            | 4           | 4           | 5                     | 1                     | -                              | 6                              | 2                              | 15    | 7     |
| Total sur la carrière | Total sur la carrière | Total sur la carrière | 82          | 27          | 20                    | 4                     | -                              | 12                             | 2                              | 114   | 33    |

## Palmarès
Avec les Kashima Antlers :
- Champion du Japon en 2016
- Vainqueur de la  Coupe de la Ligue japonaise en 2015

Avec Al Ain :
- Champion des Émirats arabes unis en 2018
- Vainqueur de la Coupe des Émirats arabes unis en 2018
- Finaliste de la Coupe du monde des clubs en 2018